# 音楽座ミュージカル
音楽座ミュージカル（おんがくざミュージカル）は、日本のミュージカル劇団。

## 概要
演技と音楽とダンスが一体になるミュージカルを生演奏で上演することを目指して1987年創設。オリジナルミュージカルを提供し続ける。1996年に解散するが、何公演かプロデュース公演後、2004年に再結成され活動を再開。
“音楽座ミュージカル”は“劇団音楽座”と歴史上繋がっていることで、同じものだと誤解されることが多いが、主催者・思想・作品などすべてが明らかに違い、この2つはまったく違う劇団。 
脚本・演出に表記されている「ワームホールプロジェクト」と呼ばれる創作システムが大きな特徴。また、再演の度に脚本・演出・音楽・振付などすべての見直しを行い、毎回キャストオーディションを実施するという独自のスタイルを築く。 
「ワームホールプロジェクト」は音楽座ミュージカルの創作システム。創立者の相川レイ子が核となり、強烈なリーダーシップのもと、脚本、演出、音楽、振付、美術、衣裳、照明など、各専門分野を担うプロデューサーとプランナー及びキャストで、作品ごとに構成。 このプロジェクトの最大の特徴は、作品のクオリティアップのため、変化することに対して積極的であるということ。それぞれのスタッフが専門分野だけでなく、作品全体の成立に向けて行動する。個々が抱く作品イメージのズレは、徹底的に議論しあい、単純な二者択一ではなく、異なるイメージをぶつけあうことで生みだされた「第三の選択」が作品を次の段階へ進化させていく。「シャボン玉とんだ宇宙（ソラ）までとんだ」から「ラブレター」の12作品は相川レイ子が、13作目以降は相川タローが作品創作の中心を担う。

## Rカンパニー
Rカンパニー（アールカンパニー）は、2004年4月に結成された、音楽座ミュージカルの創造母体。「R」の文字には Revolution、Relation、Responsible、Run、Roots などの想いがつめ込まれている。音楽座ミュージカルの作品はRカンパニーのメンバーを中心に上演され、自分たちの目指す作品を継続的に上演していくために、メンバーひとりひとりが創作、運営、マーケティングを担っていく形式である。

## 歴史
- 1977年 劇団音楽座旗揚げ。
- 1987年 株式会社ヒューマンデザインにより「音楽座ミュージカル」結成。
- 1988年 音楽座ミュージカル第1回作品として『シャボン玉とんだ宇宙（ソラ）までとんだ』を初演。
  - 佐藤晃一デザインの「音楽座ミュージカル」ロゴマークを作成（以降、2000年のプロデュース公演『メトロに乗って』まで使用）。 『シャボン玉とんだ宇宙（ソラ）までとんだ』のポスターデザインはニューヨーク近代美術館（MoMA）のパーマネントコレクションとして所蔵。
- 1995年 フランスの作者遺族会およびガリマール社より、アントワーヌ・ド・サン＝テグジュペリの小説「星の王子さま」の世界で唯一の独占ミュージカル化権を獲得（しかし、その後、同小説は2005年に日本での著作権の保護期間が満了となった）。
- 1996年 解散
- 1997年 有志「音楽座ミュージカルを上演する会」の企画、ヒューマンデザイン他の主催・製作により、2000年まで、計3作品をプロデュース公演として再演。
- 2000年 TBSとホリプロがトリビュート音楽座ミュージカル「星の王子さま'95」『星の王子さま』を上演。
- 2000年 新作『メトロに乗って』をプロデュース公演として上演（企画：ヒューマンデザイン、主催・製作：ヒューマンデザイン他）。
- 2004年 再結成
- 2018年 「とってもゴースト」映画化
- 2020年 「シャボン玉とんだ宇宙（ソラ）までとんだ」をシアタークリエ・新歌舞伎座・福岡市民会館で上演（製作：東宝株式会社、出演：井上芳雄・咲妃みゆ他、演出：小林香）。

## 主な作品

### ヒューマンデザイン設立前
- おとぎばなし （1977年）
- 情話大江戸恋泥棒 （1997年）
- SHOW マハゴニー （1978年）
- 英雄（ヒーロー） （1978年）
- ヴェローナ物語 （1978年、1981年、1984年、1987年）
- 森林幻想曲 （1979年、1983年、1987年）
- 小林さん宅のお引っ越し （1979年）
- 月の小鳥たち （1979年）
- 組曲楽園 （1980年、1984年、1986年）
- 兵士の物語 （1980年、1986年）
- さよならゲーム （1980年）
- 闇夜の祭り （1981年）
- 現代ウソップ物語 （1981年）
- バイ・バイ・メモリー （1982年）
- 覗きからくり遠眼鏡 （1983年、1985年、1988年）
- 貴婦人故郷ニ帰ル （1984年）
- コカ・コー笑 （1985年）
- 夢の降る街 （1987年、1988年 - 1989年）
- 昨日からの贈り物 （1987年）

### ヒューマンデザイン設立後（音楽座ミュージカル）
- シャボン玉とんだ宇宙（ソラ）までとんだ（1988年、1989年、1990年、1991年、1992年、1993年、1994年、1995年、2009年、2010年、2011年、2012年、2016年、2023年）
- ルート・ラブ～ヴェローナ物語より～（1988年）
- とってもゴースト (1989年、1990年、1991年、1993年、1994年、1995年、2005年、2007年、2012年、2017年）
- チェンジ（1990年、1992年、1993年）
- ユアーズ・アン (1990年、1991年）
- マドモアゼル・モーツァルト（原作：福山庸治／音楽：小室哲哉）（1991年、1992年、1993年、1996年、2008年）
- アイ・ラブ・坊っちゃん （1992年、1993年、1995年、2000年、2007年、2011年）
- リトルプリンス～星の王子さま～ （1993年、2006年、2008年、2011年、2014年、2015年、2016年、2017年）
- 泣かないで～遠藤周作著『わたしが・棄てた・女』より～（1994年、1997年、2006年、2009年、2014年、2016年、2023年）
- 星の王子さま （1995年、1998年）
- ホーム～はじめてテレビがきた日～ （1994年、2010年、2018年）
- メトロに乗って（原作:浅田次郎／音楽:高田浩、井上ヨシマサ ）（2000年、2007年、2014年）
- 21C:マドモアゼル モーツァルト（原作：福山庸治／音楽：高田浩、八幡茂、井上ヨシマサ）（2005年、2013年）
- 映画館上映特別版「メトロに乗って」（ 原作：浅田次郎／音楽：高田浩、井上ヨシマサ） （2008年）
- 七つの人形の恋物語（原作：ポール・ギャリコ／音楽：高田浩、井上ヨシマサ）（2008年、2010年、2013年、2014年）
- ラブ・レター（原作：浅田次郎／音楽：高田浩、金子浩介、井上ヨシマサ）（2013年、2015年、2022年）
- グッバイマイダーリン★（原作：ルーマー・ゴッテン）（2017年）
- SUNDAY（原作：アガサ・クリスティー）（2018年、2020年、2024年）
- 7dolls（原作：ポール・ギャリコ／音楽：高田浩、井上ヨシマサ）（2019年）
- JUST CLIMAX（2022年）

### その他の作品展開
- ホリプロ＋TBSトリビュート 星の王子さま’95 原作:サン・テグジュペリ（出演：市村正親）（2000年）
- リトルプリンスVR（VR制作：株式会社アルファコード）（2017年）
- LITTLE PRINCE ALPHA（VR制作：株式会社アルファコード）（2018年）
- 映画「とってもゴースト」（出演：安蘭けい、古舘佑太郎）（公開日未定）
- シアタークリエ「シャボン玉とんだ宇宙（ソラ）までとんだ」（出演：井上芳雄、咲妃みゆ）（2020年）
- 東京建物 Brillia HALL「マドモアゼル・モーツァルト」（出演：明日海りお、華優希）（2021年）
- シアタークリエ「リトルプリンス」（出演：加藤梨里香、土居裕子、井上芳雄）（2022年）

## 主な所属俳優
- 井田安寿
- 岡崎かのん
- 尾関そら
- 兼崎ひろみ
- 北村祥子
- 清田和美
- 高野菜々
- 後藤さつき
- 酒井紫音
- 辻凌子
- 冨永波奈
- 富永友紀
- 野田ゆかり
- 姫本梨央
- 平田薫
- 毎原遥
- 宮崎祥子
- 森彩香
- 安中淳也
- 五十嵐進
- 大須賀勇登
- 小林啓也
- 佐藤伸行
- 新木啓介
- 萩原弘雄
- 林芳弥
- 益山武明
- 藤田将範
- 渡辺修也
- 河村真希

## プレメンバー
- 濱口喜惠
- 山西菜音
- 生島稜大
- 泉陸
- 木村匠

## かつて所属した主なメンバー
- 上坂琴乃
- 野口綾乃
- 土居裕子
- 畠中洋
- 佐藤志穂`(沙桜志穂音)
- 石富由美子（現・樹美音）
- 福島桂子
- 吉野圭吾
- 本間仁
- 今津朋子
- 浜崎真美
- 縄田晋
- 矢口容子
- 渋谷玲子
- 濱田めぐみ
- 徳垣友子
- 堀川亜矢
- 持田紗希
- 山本真由（現・山本真夢）
- 広田勇二
- 仲本詩菜
- 安島萌
- 松尾惠理
- 吉田萌美
- 秋本みな子
- 齋藤睦
- 照井悠也（現・照井裕隆）
- 横山由和
- 磯貝麗奈（現・磯貝レイナ）
- 上田聖子
- 脇坂啓一
- 藤井千也
- 奈木隆
- 高瀬悠（研修生）
- 清水博（現・清水拓藏）
- 丹宗立峰
- 太田豊人
- 徳川龍峰
- 幸前憲治
- 今村朝子

## 受賞歴
- 1990年 第45回文化庁芸術祭賞（とってもゴースト）
- 1990年 第40回芸術選奨文部大臣新人賞（土居裕子 - シャボン玉とんだ宇宙までとんだ）
- 1991年 第25回紀伊國屋演劇賞 個人賞（横山由和 - シャボン玉とんだ宇宙までとんだ、とってもゴースト）
- 1994年 第28回紀伊國屋演劇賞 団体賞（音楽座 - アイ・ラブ・坊っちゃん、マドモアゼル・モーツァルト、とってもゴースト、シャボン玉とんだ宇宙までとんだ）
- 1994年 第49回文化庁芸術祭賞（リトル・プリンス）
- 1994年 第1回読売演劇大賞
  - 優秀作品賞（アイ・ラブ・坊っちゃん）
  - 優秀女優賞（土居裕子 - アイ・ラブ・坊っちゃん、星の王子さま）
- 1994年 第4回グローバル舞台賞（音楽座、今津朋子 - 泣かないで）
- 1995年 第2回読売演劇大賞
  - 優秀作品賞（泣かないで）
  - 優秀女優賞（今津朋子 - 泣かないで）
  - 最優秀スタッフ賞（朝倉摂 - 泣かないで）
  - 優秀スタッフ賞（服部基 - 泣かないで、ホーム）
  - 優秀男優賞（佐藤伸行 - ホーム）
- 1996年 第3回読売演劇大賞
  - 優秀女優賞（土居裕子 - アイ・ラブ・坊っちゃん、星の王子さま）
  - 優秀スタッフ賞（室伏生大 - 星の王子さま）
- 1997年 第4回読売演劇大賞
  - 優秀作品賞（マドモアゼル・モーツァルト）
  - 優秀女優賞（土居裕子 - マドモアゼル・モーツァルト）
  - 優秀スタッフ賞（小室哲哉 - マドモアゼル・モーツァルト)

（参考）プロデュース公演時の受賞
- 1998年 第5回読売演劇大賞
  - 優秀作品賞（泣かないで'97）
  - 優秀女優賞（今津朋子 - 泣かないで'97）
  - 優秀スタッフ賞（服部基 - 泣かないで'97）

- 1999年 第6回読売演劇大賞 優秀スタッフ賞（室伏生大 - 星の王子さま'98）

- 2006年 第31回菊田一夫演劇賞（21C:マドモアゼル モーツァルト／新妻聖子）
- 2007年 第26回照明家協会優秀賞（リトルプリンス）
- 2008年 第10回東京芸術劇場ミュージカル月間優秀賞（リトルプリンス）
- 2018年 先進映像協会 グッドプラクティス・アワード奨励賞（LITTLE PRINCE ALPHA）
- 2020年 令和２年度（第75回）文化庁芸術祭賞（演劇部門　新人賞）（SUNDAY／高野菜々）